# Gouvernement Bello Bouba Maigari (2)
République
Gouvernement Bello Bouba Maigari (1) Gouvernement Bello Bouba Maigari (3)
Le deuxième gouvernement Bello Bouba Maigari est en fonction du 13 avril au 17 juin 1983 au Cameroun.
Il est composé de 34 ministres dont 4 ministres d’État .

## Les changements
Le Ministère de l’économie et du Plan est remplacé par le Ministère du Commerce et par le Ministère du Plan et de l’Industrie. On observe 3 changements de portefeuille et 5 nouveaux arrivants dans l’équipe gouvernementale.
|  | Nouveau |  | Changement de portefeuille |  | Retour dans le gouvernement |

## Le Gouvernement du 13 avril 1983

### Premier ministre
| Fonction         | Prénom &Nom         |
| ---------------- | ------------------- |
| Premier Ministre | Bello Bouba Maigari |

### Ministres d’État
| Fonction                                                         | Prénom &Nom            |
| ---------------------------------------------------------------- | ---------------------- |
| Chargé de l'Agriculture                                          | Samuel Eboua           |
| Chargé des Forces armées                                         | Maikano Abdoulaye (en) |
| Chargé de la Jeunesse et des Sports                              | André Ngongang Ouandji |
| Délégué à la Présidence Chargé des Relations avec les Assemblées | Emmanuel Egbe Tabi     |

### Ministres
| Fonction                                       | Prénom &Nom                     |
| ---------------------------------------------- | ------------------------------- |
| Administration territoriale                    | Victor Ayissi Mvodo             |
| Affaires étrangères                            | Félix Tonye Mbog                |
| Affaires sociales                              | Delphine Tsanga née Zanga Tsogo |
| Commerce                                       | Tori Limangana                  |
| Éducation nationale                            | René Ze Nguele                  |
| Élevage, des Pêches et des Industries animales | Luc Ayang                       |
| Équipement                                     | Thomas Dakayi Kamga             |
| Finances                                       | Etienne Ntsama                  |
| Fonction Publique                              | Youssoufa Daouda                |
| Information et de la Culture                   | Guillaume Bwele                 |
| Justice, Garde des Sceaux                      | Gilbert Andze Tsoungui          |
| Mines et de l’Énergie                          | Philémon Yang                   |
| Plan et de l'Industrie                         | Gibering Bol Alima              |
| Postes et Télécommunications                   | Ibrahim Mbombo Njoya            |
| Santé publique                                 | Athanase Eteme Oloa             |
| Transports                                     | Albert Ngome Kome               |
| Travail et de la Prévoyance sociale            | Daniel Kamgueu                  |
| Urbanisme et de l'Habitat                      | Hamadou Moustapha               |

### Vice-Ministres
| Fonction                    | Prénom &Nom             |
| --------------------------- | ----------------------- |
| Administration territoriale | Joseph Awunti Chongwain |
| Agriculture                 | Solomon Nfor Gwei       |
| Économie et du Plan         | Tori Limangana          |
| Éducation nationale         | Dorothy Njeuma          |
| Finances                    | Pierre Hélé             |
| Plan et de l'Industrie      | Elisabeth Tankeu        |

### Ministres délégués
| Fonction                                                     | Prénom &Nom             |
| ------------------------------------------------------------ | ----------------------- |
| Inspection générale de l’État et à la Réforme administrative | Christian Bongwa Songwe |
| auprès du Ministre des Affaires étrangères                   | Aminou Oumarou          |

### Ministres Chargés de Mission à la Présidence
| Fonction                   | Prénom &Nom                     |
| -------------------------- | ------------------------------- |
| Ministre Chargé de Mission | William Aurélien Etéki Mboumoua |

### Rattachés à la Présidence de la République
| Fonction                             | Prénom &Nom        |
| ------------------------------------ | ------------------ |
| Ministre, Directeur du Cabinet Civil | Philémon Beb à Don |
| Ministre, Secrétaire Général-Adjoint | Jean Kuete         |
| Ministre, Secrétaire Général-Adjoint | Joseph Zambo       |
| Directeur-adjoint du Cabinet Civil   | Philippe Mataga    |